# Platja dels Pescadors (Cadaqués)
La platja dels Pescadors, o platja Gran de Culip, és una platja natural del municipi de Cadaqués (Alt Empordà) situada a la Cala Culip, al Parc Natural del Cap de Creus. Orientada a l'est, té una longitud de 18 m i una amplada de 17 m, formada per grava i còdols. S'hi practica el nudisme. S'hi accedeix per un corriol que baixa des de prop del final de la carretera que arriba al Cap de Creus, seguint el rec de Culip.
A la platja hi ha la Barraca de Culip, una antiga casa de pescadors, inclosa en l'Inventari del Patrimoni Arquitectònic de Catalunya. El 1930 Luis Buñuel va filmar la pel·lícula L'Age d'or dins d'aquesta barraca i al proper Pla de Tudela.